# Лутково (Порховский район)
Лутково — деревня в юго-восточной части Порховского района Псковской области. Входит в состав сельского поселения «Логовинская волость».
Расположена в 18 км к юго-востоку от города Порхова и в 2 км к западу от волостного центра Логовино.
Численность населения по состоянию на 2000 год составляла 23 жителя.